# Sloanea steyermarkii
Sloanea steyermarkii är en tvåhjärtbladig växtart. Sloanea steyermarkii ingår i släktet Sloanea och familjen Elaeocarpaceae.

## Underarter
Arten delas in i följande underarter:
- S. s. autanae
- S. s. jauaensis
- S. s. steyermarkii